# Tina thouarsiana
Tina thouarsiana är en kinesträdsväxtart som först beskrevs av Jacques Cambessèdes, och fick sitt nu gällande namn av René Paul Raymond Capuron. Tina thouarsiana ingår i släktet Tina och familjen kinesträdsväxter. Inga underarter finns listade i Catalogue of Life.